# Mitterfels
Mitterfels – gmina targowa w Niemczech, w kraju związkowym Bawaria, w rejencji Dolna Bawaria, w regionie Donau-Wald, w powiecie Straubing-Bogen, siedziba wspólnoty administracyjnej Mitterfels. Leży w Lesie Bawarskim, około 12 km na północny wschód od Straubingu,  przy linii kolejowej Straubing – Cham.

## Demografia
| Rok  | Liczba mieszk. |
| ---- | -------------- |
| 1970 | 1 659          |
| 1987 | 2 047          |
| 2000 | 2 372          |

## Polityka
Wójtem od 2002 jest Heinrich Stenzel (bezpartyjny), jego poprzednikiem był Werner Lang.

## Oświata
(na 1999)

W gminie znajduje się 70 miejsc przedszkolnych (81 dzieci) oraz szkoła podstawowa (22 nauczycieli, 362 uczniów).